# La vita si balla
La vita si balla è un album della cantante italiana Fiordaliso, pubblicato nella primavera del 1990 dall'etichetta discografica EMI.L'album è prodotto da Franco Ciani ed arrangiato da Hermann Weindorf. Riscosse un buon successo discografico contribuendo in parte al rilancio di Fiordaliso che nella seconda metà degli anni 80, non avendo un vero produttore, aveva faticato a trovare i pezzi giusti e un valido repertorio e pertanto non era riuscita a riconfermare il successo di Non voglio mica la luna.  L'album fu trainato dal singolo Cosa ti farei che riscosse un lusinghiero successo di vendite e divenne di fatto il pezzo più popolare della cantante emiliana dopo quello sanremese del 1984 con il quale era identificata. 

## Tracce
1. Cosa ti farei (Franco Ciani - Mauro Paoluzzi)
2. Vado via da te
3. Uno spazio senza fine
4. Dietro lo specchio
5. Seguire attentamente le modalità
6. Fuori c'è una grande città
7. L'uomo che vorrei
8. La vita si balla